# Municipio de Santiago Jocotepec
El municipio de Santiago Jocotepec o Xolotepec es uno de los 570 municipios que conforman al estado mexicano de Oaxaca. Pertenece al distrito de Choapam en la región del Papaloapan. Su cabecera es la localidad de Santiago Jocotepec.

## Toponimia
El nombre Jocotepec proviene del náhuatl y  significa En el cerro de los frutos ácidos, se forma de las voces Xócotl-"fruto ácido", Tépetl-"cerro" y C-"en".

## Geografía
La geografía del municipio es propia de clima templado, debido a que se encuentra enclavado en la Sierra Madre Oriental. Dentro de las principales elevaciones destacan el llamado Cerro Caliente, con rumbo a Santiago Jocotepec y el Cerro Flores; ambos son de los más identificados en el territorio municipal.
El municipio se encuentra en la cuenca del Papaloapan, por lo que el río Monte Negro es el principal curso hidrográfico que recorre la extensión territorial del municipio y termina su desembocadura en el río Papaloapan. El clima es cálido templado, por lo que, dentro de la clasificación climática de Köppen, corresponde al tipo Cfb, también llamado clima oceánico,  con precipitaciones fluviales en el verano. El recurso más importante es el forestal, debido a la diversidad de especies vegetales mayores que son comercializados para la fabricación de muebles; así también el suelo es muy rico en minerales y nutrientes propios para la agricultura y cultivo de árboles frutales.
Limita al norte con el municipio de Santa María Jacatepec, el municipio de San Juan Bautista Tuxtepec y el municipio de Loma Bonita, al oeste con el municipio de Ayotzintepec y el municipio de Santiago Camotlán, al sur con el municipio de San Juan Petlapa y el sureste y este con el municipio de San Juan Lalana. Al noreste limita con el estado de Veracruz de Ignacio de la Llave, con exactitud con el municipio de Playa Vicente.

### Flora y Fauna
La flora es propia del bosque de coníferas, con árboles de mediana altura (hasta 20 metros) entre los que predominan el guanacastle, el ceibo, la parota, la caoba, el palo de campeche, etc. La fauna es diversa destacando especies como el armadillo, el puerco espín, el mapache, jaguar, el mazate, la zorra gris, el venado, águilillas, gavilanes, etc.
Se encuentran víboras de cascabel, coralillos, sorda, ratonera, tlacuaches, iguanas, ranas y sapos, diferentes especies acuáticas como la mojarra negra, cangrejos y camarones de agua dulce, anguilas, etc.

## Demografía
De acuerdo a los resultados del Censo de Población y Vivienda realizado en 2010 por el Instituto Nacional de Estadística y Geografía; la población total del municipio de Santiago Jocotepec es de 13 568 habitantes, de los cuales 6 682 son hombres y 6 886 son mujeres.
La densidad de población asciende a un total de 21.85 personas por kilómetro cuadrado.

### Localidades
El municipio incluye en su territorio un total de 35 localidades. Las principales, considerando su población del censo de 2010 son:
| Localidad              | Población |
| Total Municipio        | 13 568    |
| Río Chiquito           | 1 940     |
| Monte Negro            | 1 898     |
| San Antonio las Palmas | 1 632     |
| San Miguel Laxichola   | 1 218     |
| Paso de San Jacobo     | 751       |
| Santiago Jocotepec     | 632       |

## Servicios
En educación, el municipio dispone de un jardín de niños, 17 Centros de Castellanización, 23 primarias y 7 secundarias, repartidas entre el resto de sus localidades.
Se cuenta con un total de 4 Unidades médicas de salud, una es del IMSS, tres de la SSA, y 8 Casas de Salud distribuidas en las agencias municipales.Se posee también 6 tiendas de abasto rural comunitario Diconsa en donde abastece a la comunidad de los productos básicos y cuenta con 3 distribuidoras de leche en polvo para el consumo de la comunidad infantil menor de 12 años.
De acuerdo a los resultados que presentó el II Conteo de Población y Vivienda del INEGI 2005, en el municipio existe un total de 2,394 viviendas, de las cuales, 2,377 son particulares

## Turismo
El 5 de julio se lleva a cabo la fiesta a Santiago Apóstol, en la que participa todo el pueblo. Se realizan en la fiesta del pueblo misas, bailes, juegos pirotécnicos eventos deportivos y se instala la feria.
En el municipio destaca la creciente actividad ecoturística para la incursión en un pueblo conocido como Cerro Del Chango, nombre dando a la población de San José Río Manzo, en vista a que los pobladores decidieron cuidar y preservar a los llamados monos arañas, y se ha vuelto en un sitio muy atractivo para el senderismo y la aventura.

## Política
Se declaró municipio el 15 de marzo de 1825, según el Decreto núm. 47 de la Ley de División y Arreglo, de los partidos que componen el Estado Libre y Soberano de Oaxaca se crea la Cabecera Municipal de Jocotepec (Santiago Jocotepec) y con la categoría política de Pueblo.
El 25 de julio de 1965, por decreto núm. 141 se publica en el Periódico Oficial por acuerdo tomado por los representantes de las agencias municipales, la autorización del cambio de residencia de las autoridades de Santiago Jocotepec, Choapam, al punto denominado Monte Negro, dependiente de este municipio, siendo hasta la fecha el lugar en el que se ubican los poderes municipales.
El gobierno del municipio está conformado de la siguiente manera:
- Un Presidente Municipal
- Un Síndico
- Tres Regidores que se les denomina 1º, 2º y 3.er. Regidor.

Además, see cuenta con un Secretario Municipal y un Tesorero Municipal.

### Representación legislativa
Para la elección de diputados locales al Congreso de Oaxaca y de diputados federales a la Cámara de Diputados federal, el municipio de Santiago Jocotepec se encuentra integrado en los siguientes distritos electorales:
Local:
- Distrito electoral local de 3 de Oaxaca con cabecera en Loma Bonita.[4]

Federal:
- Distrito electoral federal 1 de Oaxaca con cabecera en San Juan Bautista Tuxtepec.[5]